# Дженгиз, Мустафа
Мустафа Дженгиз (тур. Mustafa Cengiz; 25 декабря 1949, Низип, Газиантеп — 28 ноября 2021, Стамбул) — турецкий бизнесмен. Президент спортивного клуба «Галатасарай» (2018—2021).

## Ранняя жизнь
Мустафа Дженгиз родился 25 декабря 1949 года в Низипе, провинция Газиантеп, юго-восточная Турция. Начальное и среднее образование получил в своём родном городе. Затем окончил Газиантепский лицей. Учился на политологическом факультете Университета Анкары.
Дженгиз стал одним из основателей внешней торговли для сельскохозяйственного кооператива (Köy-Koop). В возрасте 28 лет стал генеральным директором центральной экономической организации, основанной 670 муниципалитетами (TANSA) и самым молодым руководителем в государственном секторе. После военного переворота 1980 года занимался внешней торговлей в частном секторе, работая в странах Ближнего Востока, в чём ему помогло знание арабского языка.

## Бизнесмен
С 1990 года управлял собственными компаниями в сфере торговли нефтепродуктами. Был председателем Союза работодателей Турции по продаже бензина и сжиженного нефтяного газа (Türkiye Akaryakıt Bayiileri ve Gaz İşverenler Sendikası).

## Спортивный руководитель
Дженгиз был назначен членом уставного комитета советом «Галатасарай СК». Он отвечал за подготовку нового устава спортивного клуба. 20 января 2018 года стал 37-м президентом «Галатасарай СК», получив 1703 из 3416 поданных голосов, в то время как за действующего президента Дурсуна Озбека проголосовали 1 623 делегата.

## Личная жизнь и смерть
Был женат, сын Сарпер (род. 1984).
Умер на 72-м году 28 ноября 2021 года в Стамбуле; с начала 2020 тяжело болел.
Похоронен на стамбульском кладбище Улус.